# Alexandre Petcherski
Cette page contient des caractères spéciaux ou non latins. S’ils s’affichent mal (▯, ?, etc.), consultez la page d’aide Unicode.
Alexandre Aronovitch Petcherski (en russe : Алекса́ндр Аро́нович Пече́рский), né à Krementchouk dans l'Empire russe, gouvernement de Poltava (depuis 1991 en Ukraine), le 22 février 1909 et mort à Rostov-sur-le-Don, en République socialiste fédérative soviétique de Russie, Union soviétique, le 19 janvier 1990, est un officier de réserve juif de l'Armée rouge pendant la Seconde Guerre mondiale. Il est fait prisonnier par les Allemands, détenu d'abord dans des camps de prisonniers, puis dans un camp de concentration et de travail, finalement au camp d'extermination de Sobibor. Il y organise avec d'autres détenus et dirige la révolte et l'évasion en masse du 14 octobre 1943. Des quelques révoltes dans les camps nazis, celle-ci est la plus importante après celle du centre d'extermination de Treblinka, compte-tenu du nombre de détenus ayant réussi a s'évader (275) et du nombre de ceux ayant survécu à la guerre (57). Après l'évasion, Petcherski rejoint un groupe de partisans soviétiques, puis continue à combattre dans l'Armée rouge jusqu'à ce qu'il soit grièvement blessé et démobilisé. Il n'est honoré officiellement pour son action à Sobibor que longtemps après sa mort.

## Biographie

### Avant la guerre
Le père d'Alexandre Petcherski est clerc d'avocat et sa mère femme au foyer. Il a un frère et deux sœurs. En 1915, la famille déménage à Rostov-sur-le-Don. En même temps avec des études secondaires non achevées, le jeune Alexandre suit les cours d'une école de musique, en classe de piano. Il commence à travailler en 1925 comme commis comptable, puis, dans les années 1931-1933, il fait son service militaire qu'il finit avec un grade équivalent à celui de première classe. Il se marie en 1933 et en 1934 naît sa fille Eleonora. En 1935, il commence à travailler comme inspecteur dans le service adminisratif de l'Institut d'économie, qui deviendra plus tard l'Université d'État d'économie de Rostov. Il est passionné de musique et de théâtre, et dirige le groupe de théâtre amateur de l'institut, où il joue lui aussi,. Il met en scène de petites pièces, pour lesquelles il compose de la musique.
Petcherski ne s'identifie pas comme Juif. Il ne connaît pas le yiddish et sa femme est russe, une Cosaque du Don.

### Pendant la guerre
Petcherski est mobilisé dès le 22 juin 1941, le premier jour de la guerre de l'Allemagne nazie contre l'Union soviétique. Il est en service dans l'état-major de son bataillon, puis dans celui de son régiment, probablement comme préposé aux écritures, mais il participe aux combats. En septembre, il devient officier, au grade appelé à l'époque de « technicien-intendant 2e degré », équivalu plus tard à celui de lieutenant.

#### Petcherski prisonnier de guerre
L'unité de Petcherski combat depuis juillet dans la région de Smolensk, puis dans celle de Viazma, où elle est encerclée mais continue à combattre pendant deux semaines. Il est inclus dans un petit groupe qui reçoit l'ordre de sortir de l'encerclement le commissaire politique du régiment, grièvement blessé, mais ils sont faits prisonniers le 12 octobre 1941. Conformément aux directives de la Wehrmacht et à un ordre émis le 6 juillet 1941, qu'ils appliquent surtout au début de la guerre, les Allemands tuent sur place les commissaires politiques et les Juifs faits prisonniers. Petcherski ne relatera jamais comment il échappe à cette sélection. Le chercheur Lev Simkine suppose qu'il peut cacher son origine ethnique, parce que ni son physique ni son russe sans aucun accent étranger ne le distingue des autres, et aucun de ceux-ci ne le dénonce.
Petcherski est d'abord détenu dans les camps de prisonniers de Viazma et de Smolensk. Les Allemands n'appliquent pas aux soviétiques les conventions internationales concernant le traitement des prisonniers de guerre. Les conditions de détention sont inhumaines. Petcherski attrape le typhus. Les malades qui ne peuvent plus se lever sont d'habitude tués mais grâce à ses qualités physiques, il peut se présenter aux appels et finalement guérir.
En mai 1942, Petcherski et quatre de ses camarades s'évadent mais sont repris le même jour. Par chance, ils ne sont pas tués mais emmenés dans un camp punitif à Borissov. Le 10 août 1942, on les emmène à Minsk où, à l'occasion d'un contrôle médical, comme il est circoncis, on identifie Petcherski comme juif, ainsi que huit de ses camarades.

#### Petcherski détenu juif
Les neuf militaires juifs sont enfermés dans un sous-sol complètement sombre, avec 100 grammes de pain et une tasse d'eau par jour pour chacun. Ils s'attendent à être tués, mais dix jours après, on les sort et on ne les tue pas, parce qu'on a besoin d'eux pour les faire travailler. On les emmène dans un camp de travail de la SS, où il y a pour la plupart des civils juifs, y compris des femmes et des enfants, et aussi des non juifs punis pour diverses raisons. À l'enregistrement, Petcherski ment en se déclarant menuisier. Les détenus sans qualification nécessaire aux SS doivent faire un travail épuisant, surtout pour des hommes très sous-alimentés, depuis l'aube et jusqu'à la tombée de la nuit, et subissent le sadisme du personnel du camp, dont les membres tuent des détenus pour diverses raisons et sous divers prétextes. Petcherski pense à s'évader et ne cache pas son intention devant ses codétenus. Dans le camp, il y a une organisation clandestine qui entretient des relations avec les partisans de la région. Un détenu kapo, le détenu chef de la baraque de Petcherski et la détenue dactylo de l'administration du camp sont membres de l'organisation. Ils font sortir du camp des détenus en les déclarant morts. Après avoir constaté qu'il peut avoir confiance en Petcherski, le kapo lui dévoile leur activité, lui dit de ne pas parler de son intention et de ne pas essayer de s'évader, en lui promettant que son tour viendra d'être sorti pour aller rejoindre les partisans. Cela n'arrive pas, parce qu'un jour, le kapo est emmené par la Gestapo.
Après plus d'un an depuis que Petcherski est détenu à Minsk, le 18 septembre 1943, les Juifs du camp, quelque 2 000, parmi lesquels Petcherski et d'autres anciens prisonniers de guerre, sont embarqués dans des wagons de marchandises, entassés à 70-80 par wagon. On leur a donné 300 grammes de pain et ils emportent ce qu'ils ont pu se procurer eux-mêmes comme aliments et eau. Leur transport dure quatre jours sans qu'on ouvre une seule fois les wagons, donc sans qu'ils reçoivent à manger ni à boire, et sans qu'ils puissent sortir leurs déjections,.

##### À Sobibor
Le train arrive le 22 septembre au camp de Sobibor. On leur donne de l'eau et on les enferme de nouveau dans les wagons pour la nuit. Le lendemain, on les fait descendre sur la rampe le long de la voie ferrée et on en choisit ceux qui, à la première demande des SS, se déclarent charpentiers et menuisiers, parmi eux Petcherski, puis ceux qui se déclarent artisans, par exemple tailleurs, plus jusqu'à 80 parmi les hommes les plus aptes aux travaux physiques. Tous les autres sont tués dans les chambres à gaz.
Le camp est entouré d'une forêt. Petcherski est d'abord inclus dans une équipe qui travaille à l'abattage des arbres dans une extension du camp où on construit de nouvelles baraques.

###### La révolte
Dans le camp, quelques détenus de ceux utilisés aux divers travaux ont formé un comité clandestin qui discutait des plans d'évasion, car ils étaient arrivés à la conclusion que, s'agissant d'un camp d'extermination, finalement tous seraient tués,, mais jusque vers la fin septembre ils n'ont pas réussi à prendre une décision concernant la manière d'agir,. Petcherski, qui est bien bâti et mesure deux mètres, les impressionne par son aspect physique, sa qualité d'officier, la dignité avec laquelle il se comporte devant les SS et son autorité auprès de ses camarades soviétiques. C'est pourquoi, ils l'incluent dans les préparatifs d'évasion, en lui confiant aussi la commande des opérations.
Le comité profite de ce que dans ce camp, les détenus, femmes et hommes peuvent se réunir le soir, après la fin du programme de travail, et les dimanches, après le programme écourté de moitié. Il se crée même des relations amoureuses dans le camp. Ils se doutent que les SS s'attendent à ce que les Soviétiques pensent à s'évader, c'est pourquoi, pour ne pas éveiller les soupçons des SS sur leur conspiration, Petcherski est mis en contact avec la détenue Gertrude Poppert (de), originaire d'Allemagne, qu'il appelle Luka, et qui est censée lui servir de couverture, parce que les réunions du comité ont lieu dans la baraque des femmes. Ils s'affichent ensemble à l'extérieur des baraques comme s'ils avaient une relation amoureuse. Ils arrivent difficilement à communiquer avec le peu d'allemand que connaît Petcherski, mais ils se lient d'amitié,. Aux dires de Petcherski après la guerre, leur relation n'est qu'amicale.
Vu les conditions dont ils profitent, les conspirateurs qui préparent l'évasion peuvent se réunir suffisamment souvent pour discuter en détail les possibilités dont ils disposent, des propositions de plans d'évasion, ainsi que le plan qu'ils établissent finalement,. Ils arrivent à la conclusion que la seule solution acceptable est de tuer le plus de SS possible, et que tous ceux qui peuvent et veulent s'évader le fassent en masse. Une question délicate est qu'il faut impliquer dans les préparatifs un nombre suffisant de détenus, sans donner l'occasion à une trahison, et que, pour la même raison, l'évasion ne peut être annoncée à tous les détenus qu'au moment de leur réunion pour l'appel,. De plus, les conspirateurs savent que beaucoup de détenus seront tués lors de l'évasion et beaucoup d'évadés le seront après, le risque étant grand que soient tués aussi des détenus qui n'auront pas voulu s'évader. Toutefois, ils considèrent préférable qu'au moins une partie d'entre eux aient la chance de rester en vie, plutôt que d'être tous tués s'ils ne s'évadent pas.
Pour liquider les SS, les conspirateurs comptent sur l'habitude de ceux-ci de se procurer par le biais des détenus utilisés au tri des affaires des déportés nouvellement arrivés, des objets qu'ils convoitent, et aussi de commander des choses à confectionner par les détenus artisans. Les SS doivent être tués en secret, dans des ateliers, des baraques de tri, le garage et un bureau.
La révolte commence le 14 octobre 1943, à 16 heures, une heure avant l'appel d'après-midi. Petcherski se tient dans l'atelier de menuiserie, où il reçoit les rapports des autres conspirateurs, prend des décisions et donne des ordres. Les rapports et les ordres sont transmis par des adolescents qui servent de courriers,.
Jusqu'à l'appel, dix SS sont tués, avec des haches, des marteaux et des couteaux auxquels les détenus ont accès grâce aux travaux qu'ils doivent faire. Les Soviétiques s'emparent des pistolets des SS. Un conspirateur réussit à voler trois fusils et des cartouches.
Les conspirateurs ne peuvent pas suivre tout leur plan jusqu'à l'appel. On en donne le signal comme d'habitude et, quand tous les détenus sont réunis, Petcherski leur lance en criant l'appel à s'évader. Ceux qui veulent le faire se précipitent vers la porte du camp et vers deux endroits où ils vont renverser la clôture. Les SS restés en vie et les gardes essayent de les arrêter en leur tirant dessus. Les détenus qui ont des armes tirent aussi. Des détenus sont tués dans la fusillade et, de ceux qui passent à travers la clôture, certains sont tués dans l'explosion de mines plantées autour du camp,.
Conformément aux conclusions des recherches de l'historien polonais Marek Bem, au moment de la révolte, il y a quelque 500 détenus dans le camp, dont 275 parviennent à s'évader et 41 sont tués par balle ou à cause de l'explosion des mines. Ne veulent pas ou ne peuvent plus s'évader 184 détenus. Douze SS, un sous-officier des gardes et un garde sont tués finalement et un autre SS est grièvement blessé. Restent en vie cinq ou six SS et les autres gardes de service ce jour-là,.
Le jour de l'évasion et le lendemain de celle-ci, tous les détenus restés dans le camp sont fusillés par le personnel et des groupes d'unités militaires venus en renfort. En même temps, les Allemands déclenchent la chasse aux évadés. Marek Bem arrive à la conclusion que finalement, 186 évadés sont tués, on ne sait pas quel aura été le sort de 32 d'entre eux, et 57 survivront à la guerre.

### Petcherski après l'évasion
Les évadés ne pouvaient avoir que des plans très vagues pour après l'évasion. Ils sont livrés à leur sort, ne pouvant compter que sur la chance de trouver des gens bienveillants qui les aident avec une cachette et de la nourriture. Petcherski et huit autres de ses camarades se dirigent vers l'est. Leur plan est de trouver des partisans soviétiques combattant en Biélorussie. Pendant cinq jours et nuits, ils marchent et dorment en se cachant autant que possible dans des bois. Le sixième soir, ils sont reçus dans la maison isolée d'une famille paysanne qui leur donne du pain et leur indique où traverser la rivière Boug. Ils la traversent cette nuit-là, marchent et dorment encore pendant trois jours et nuits dans les forêts de Biélorussie et tombent sur des partisans le 22 octobre. Quelques jours après, ces partisans leur disent qu'ils ne prennent pas de Juifs, les dépossèdent de leurs armes et leur disent d'aller rejoindre l'armée. Ils repartent et trouvent d'autres unités de partisans qui les acceptent.
Dans son unité de patisans, Petcherski fait partie d'un groupe qui fait sauter des trains allemands. Il y combat jusqu'à la fin mars 1944, quand l'Armée rouge arrive dans la région et englobe les partisans.
Petcherski est envoyé à l'arrière, dans un régiment de réserve. Désireux de témoigner de ce qu'il a vécu, il écrit en juin 1944 une première version de ses souvenirs de Sobibor, sous le titre « Le secret du camp de Sobibor ».
Conformément à l'Ordre n° 270 signé par Joseph Staline en août 1941, les militaires soviétiques qui se rendent, même si leur unité est encerclée, sont considérés comme déserteurs et doivent être exécutés sur place. Les militaires qui ont été prisonniers et retournent à l'armée ou sont libérés par celle-ci sont concernés par une décision de décembre 1941 du Comité d'État à la Défense. Conformément à celle-ci, ils sont soumis à des vérifications par les services de contre-espionnage sur les circonstances de leur capture et de leur détention. Les anciens prisonniers ont des sorts divers. Certains sont renvoyés dans leurs unités, comme quelques camarades d'évasion de Petcherski, d'autres sont envoyés dans des unités disciplinaires de combat, d'autres encore sont condamnés à la détention dans des camps de travail.
Petcherski fait partie d'une autre catégorie. Il subit des vérifications au camp spécial no 174 du NKVD, où il se trouve du 25 juin au 10 juillet 1944. Là, malgré son activité prouvée dans l'unité de partisans, il est inclus dans un contingent spécial d'officiers considérés comme coupables d'avoir été faits prisonniers, qui sont envoyés dans une unité appelée « 15e bataillon spécial d'assaut ». De tels unités sont constitués conformément à l'ordre du 1er août 1943 du Commissariat du peuple à la défense, « afin de donner aux membres du corps de commandement qui se sont longtemps trouvés sur le territoire occupé et qui n'ont pas fait partie d'unités de partisans, la possibilité de prouver arme à la main leur dévouement à la Patrie ». Ces unités sont utilisées, comme les unités disciplinaires, dans les secteurs les plus dangereux du front, et les officiers qui y sont envoyés doivent combattre pendant deux mois comme simple soldats. Petcherski est grièvement blessé le 20 août 1944, dans les environs de la ville de Bauska, en Lettonie, en combattant comme tirailleur au pistolet-mitrailleur. Il reçoit un certificat où il est mentionné qu'« il a expié avec du sang sa culpabilité vis-à-vis de la Patrie ».

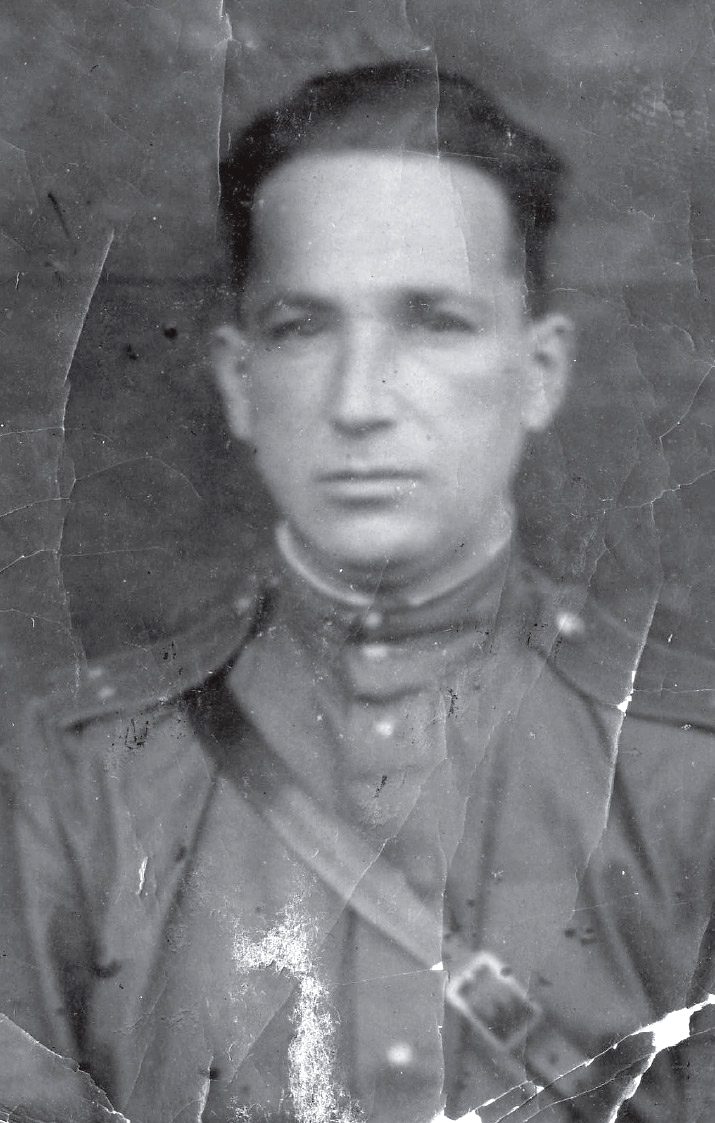
Alexandre Petcherski lieutenant en 1944

Petcherski reste longtemps dans des établissements médicaux, d'abord dans un hôpital de la ville de Kolomna, où il connaît sa future deuxième épouse, une employée de l'administration. Il écrit, dans la revue manuscrite de l'hôpital, un article sur son expérience. Il relate aussi la révolte dans une lettre adressée en septembre 1944 au secrétaire du gouvernement de l'URSS, puis, en octobre, dans un rapport au président de la Commission d'État extraordinaire chargée d'établir et d'enquêter sur les atrocités commises par les envahisseurs nazis et leurs complices. Ces documents restent sans réponse.
Le premier texte publié sur la révolte de Sobibor et son organisateur et dirigeant n'est pas de Petcherski. C'est un article paru d'abord dans les numéros du 16 et du 19 août 1944 dans le journal Sokol Rodiny, sous le titre « L'usine de la mort de Sobibor », puis repris dans les numéros du 2 septembre 1944 du journal Krasnaia Armia du Premier front biélorusse, et du journal de Moscou Komsomolskaïa Pravda. Les informations sur Sobibor, la révolte et Petcherski proviennent de trois évadés identifiés ultérieurement. Ils ne connaissent Petcherski que par le diminutif Sachko de son prénom, et ils se demandent s'il est vivant,. À l'hôpital, Petcherski lit l'article dans le Komsomolskaïa Pravda et y répond par un texte qui paraît dans le même journal, le 31 janvier 1945, sous le titre « La révolte du camp de la mort de Sobibor ».
Au printemps 1945 paraît à Rostov-sur-le-Don, une brochure de Petcherski, Восстание в Собибуровском лагере (La révolte du camp de Sobibor), et sa traduction en yiddish en 1946.
En avril 1945, les écrivains Pavel Antokolski et Veniamine Kaverine publient dans le numéro 4 de la revue Znamia, un article intitulé « La révolte de Sobibor », basé sur le manuscrit de Petcherski de juin 1944. Cet article est inclus dans Le Livre noir dont les directeurs sont Ilya Ehrenbourg et Vassili Grossman. Des fragments du livre paraissent en traductions en dehors de l'URSS, en 1946. Il devrait paraître dans ce pays en 1947, mais il est interdit, parce qu'il parle de la Shoah, or la position officielle est qu'il ne faut pas distinguer les victimes juives des crimes nazies de leurs victimes en général. Déjà dans le livre de Petcherski, le mot « Juifs » est complètement absent, bien qu'à Sobibor on n'ait exterminé que des Juifs, parce qu'ils étaient Juifs, tous les révoltés et les évadés étant également juifs. Le mot « Juifs » peut échapper à la censure seulement dans l'édition du livre en yiddish. C'est un signe précurseur de la campagne des années 1948-1953 dite contre les « cosmopolites sans racine », qui affectera beaucoup de Juifs.

### Après la guerre
Petcherski retourne à Rostov-sur-le-Don en septembre 1945. Il divorce de sa première femme et épouse celle qu'il a connue à l'hôpital. Il travaille d'abord au même institut qu'avant la guerre, en tant que chef adjoint du service administratif, où il reforme aussi le groupe de théâtre amateur, puis dans l'administration du Théâtre de comédie musicale.

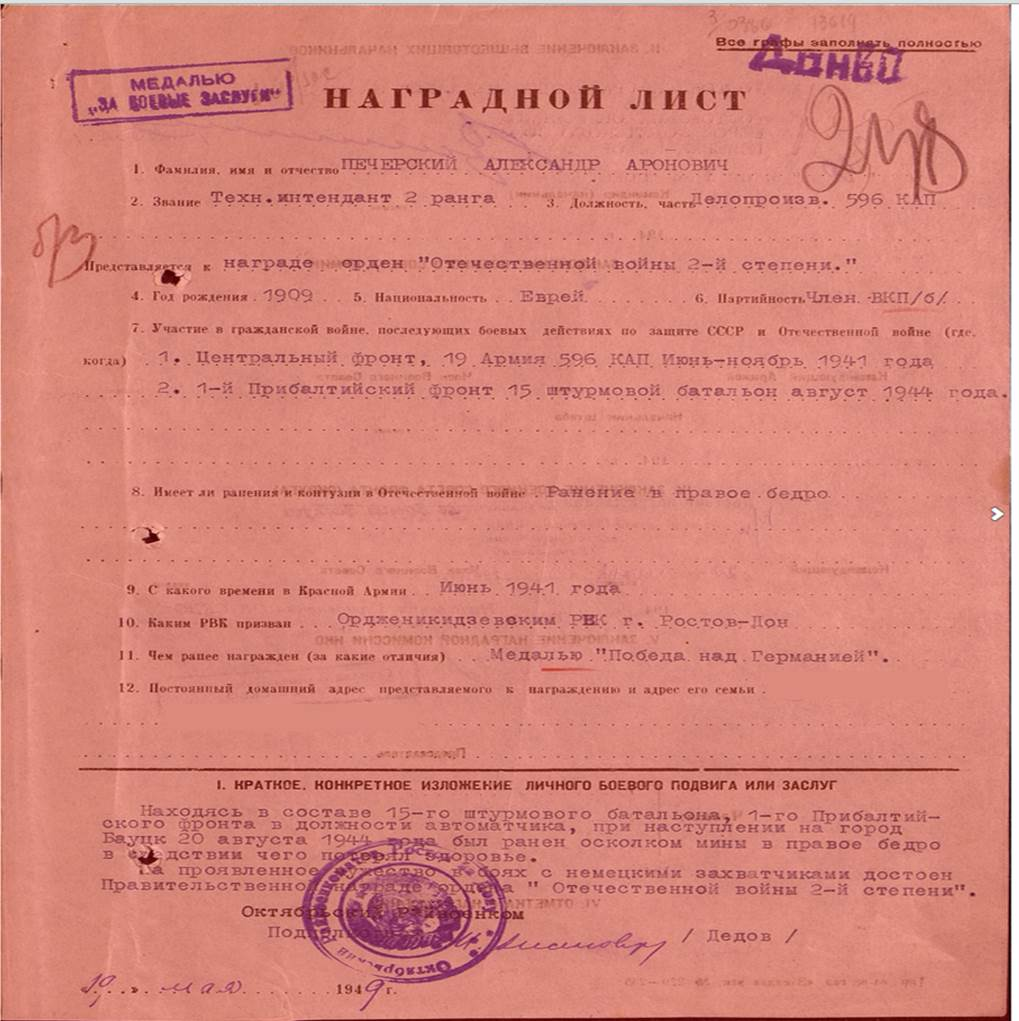
Recto du document où on propose Petcherski pour l'Ordre de la Guerre patriotique

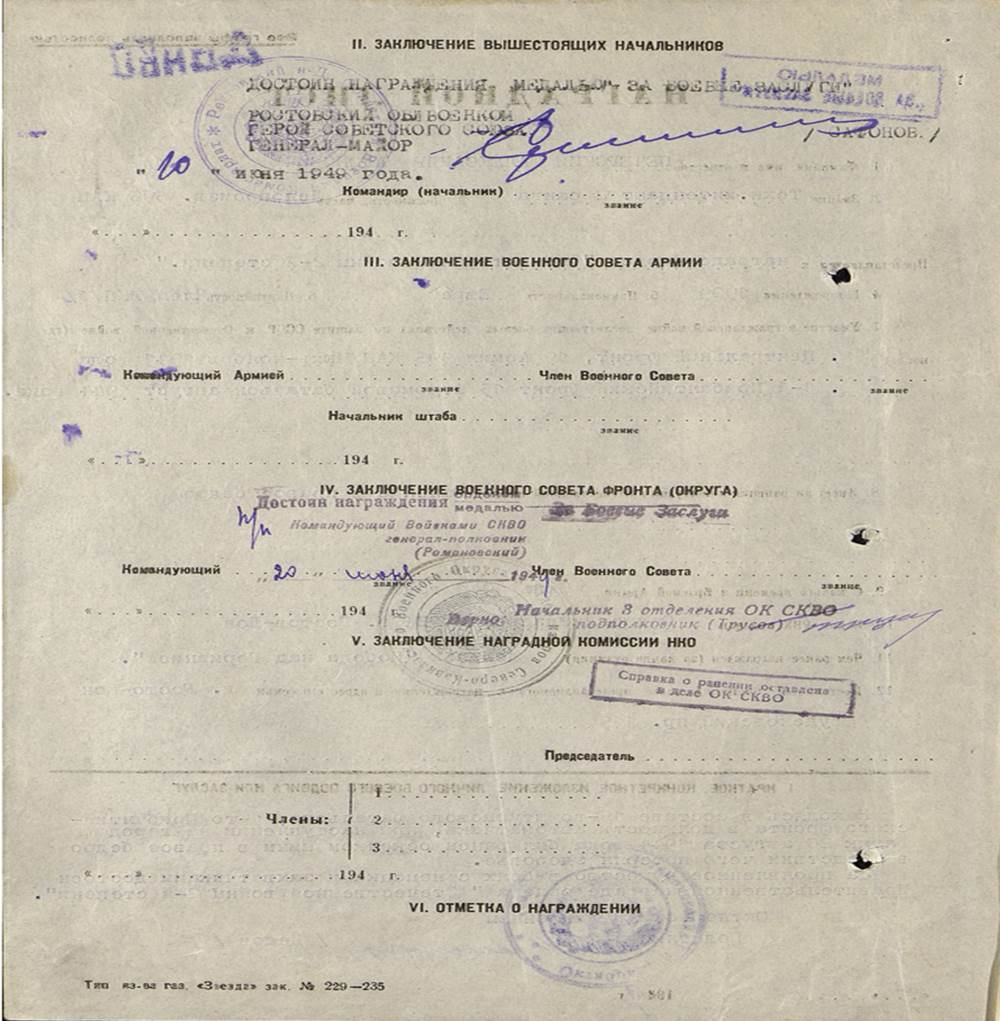
Verso du même document avec l'approbation pour la Médaille "du mérite militaire"

Après la guerre, Petcherski reçoit, comme tous les militaires ayant combattu sur le front, la Médaille pour la victoire sur l'Allemagne dans la Grande Guerre patriotique de 1941-1945. En 1947, il devient membre du parti communiste. En 1949, un organe militaire de Rostov propose qu'il soit décoré de l'Ordre de la Guerre patriotique 2e classe, mais un organe supérieur approuve qu'il reçoive seulement la Médaille "du mérite militaire", qu'on lui remet en 1951. Toutefois, ni lui ni des journalistes ou des écrivains ne peuvent plus s'exprimer publiquement sur la Shoah, sur la révolte de Sobibor et le rôle de Petcherski dans celle-ci.
En 1952, Petcherski est jugé sur une accusation infondée selon lui et sa famille, et mise par eux en relation avec la campagne contre les « cosmopolites sans racine », à savoir qu'en travaillant dans l'administration du théâtre, il aurait détourné une partie de l'argent des billets vendus. Il est exclu du parti communiste, licencié du théâtre et interdit de travailler à un poste à responsabilité financière. Jusqu'en 1953, sa famille vit sur le salaire modeste de sa femme.
En 1953, Petcheski trouve du travail comme ouvrier dans une coopérative de mécanique. En 1956, il est ouvrier dans une coopérative de confection de cadres de tableaux. Finalement, il est employé toujours comme ouvrier dans une usine de construction de machines, où il travaillera jusqu'à sa retraite. Il demande à être repris dans le parti et aussi à être réhabilité par la justice, mais en vain.
En 1961, Petcherski devient membre du conseil du raïon de Rostov,.
En 1962, il est témoin à charge au procès d'anciens gardes de Sobibor tenu à Kiev.

#### Un début de reconnaissance
En 1956 est condamnée officiellement l'attitude au temps de Staline envers les anciens prisonniers de guerre. Puis, surtout depuis le début des années 1960, on encourage officiellement la diffusion de souvenirs sur la guerre. De nouveau, des articles de presse et des livres paraissent où on se souvient de la révolte de Sobibor et de Petcherski. Il peut de nouveau parler de ce qu'il a vécu, aux journalistes, à la radio, à la télévision locale, dans des bibliothèques, des maisons de la culture, des écoles. Dans l'une d'elles, un détachement de pionniers prend son nom. Son livre est republié par un journal. En 1964, les écrivains Valentin Tomine et Alexandre Sinelnikov publient un livre sur la révolte. Avant cela, Tomine l'a aidé à retrouver ses six camarades de Sobibor vivant encore en URSS. Petcherski les a rassemblé chez lui pour la première fois en 1963. Ils se réuniront toujours chez lui tous les cinq ans avec leurs familles. Après qu'on commence à le connaître dans le pays, Petcherski collectionne et range chez lui tout ce qu'il trouve et qu'on lui envoie comme livres et articles sur Sobibor, reçoit et écrit beaucoup de lettres, correspond avec d'anciens camarades évadés, des journalistes, des écrivains, d'URSS et d'autres pays.

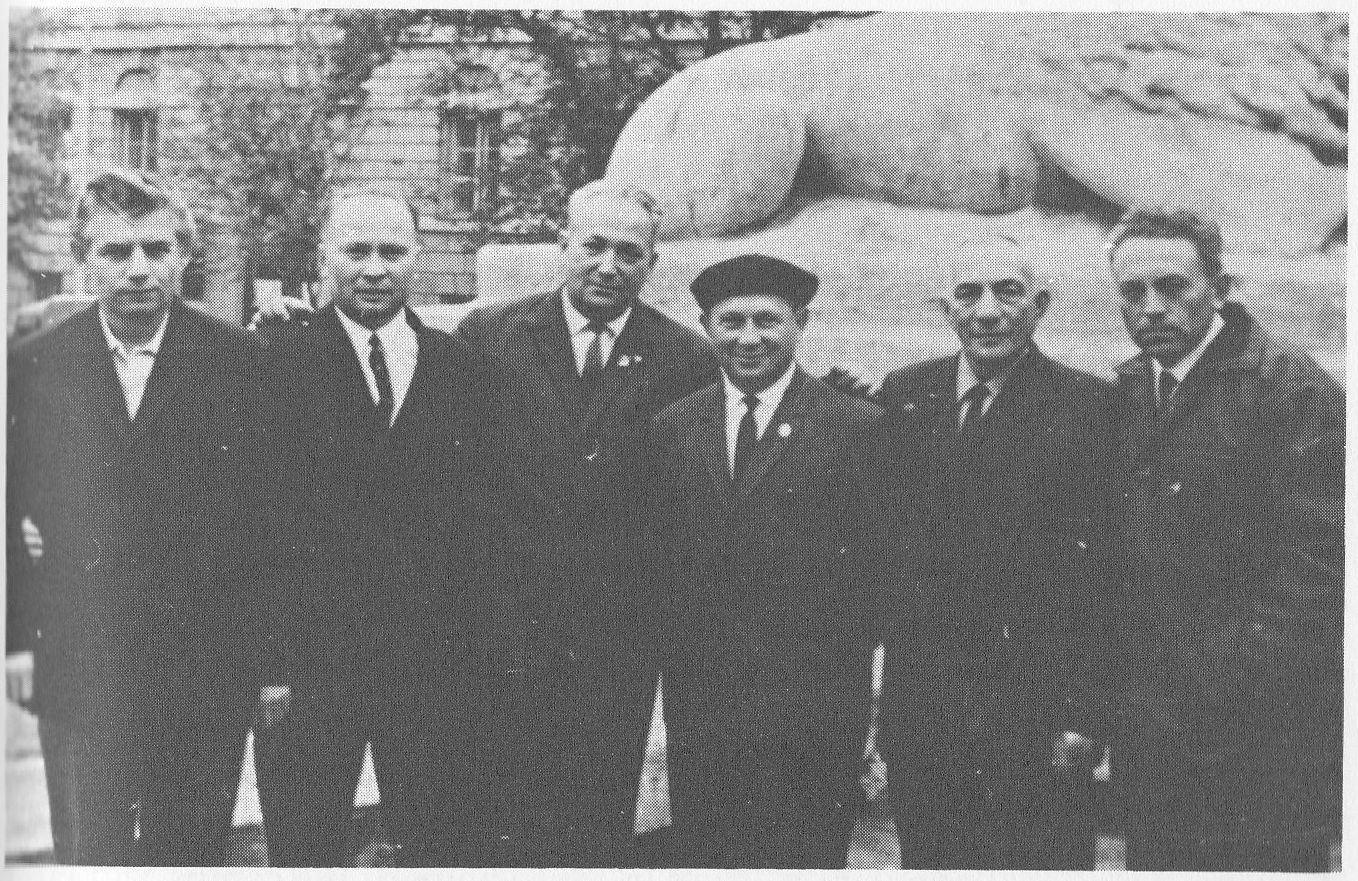
Des anciens de Sobibor à Rostov, au 25e anniversaire de la révolte. Petcherski est le 3e à gauche.

On ne permet pas à Petcherski de voyager à l'étranger. En 1964, il ne peut pas aller en Israël à l'invitation de ses camarades d'évasion émigrés là-bas, et de celle de Yad Vashem, à l'occasion d'une commémoration. En 1965, quand il est invité à la première commémoration qui a lieu à l'emplacement du camp de Sobibor, sa demande est refusée. En 1973, il demande que lui et ses camarades d'URSS puissent aller en Pologne pour le 30e anniversaire de la révolte, mais il essuie un nouveau refus.
On commence à s'intéresser à Petcherski en Occident, à la suite du procès de douze anciens SS de Sobibor, qui a lieu à Hagen (Allemagne de l'Ouest), en 1965-1966. Son ancien camarade de révolte originaire de Pologne et émigré au Brésil, Stanisław Szmajzner (en) écrit sur lui dans ses mémoires publiés en 1968.
L'écrivain américain Richard Rashke prépare un livre sur la révolte et l'évasion de Sobibor, et rencontre Petcherski deux fois à Moscou, en 1980. Il est accompagné d'un autre camarade d'évasion de Petcherski, le Juif polonais Thomas Blatt. Il fait lui aussi des recherches sur Sobibor, pour lesquelles il a des entretiens avec Petcherski. Le livre de Rashke paraît en 1982 et sera à la base du scénario du film de télévision Les Rescapés de Sobibor du réalisateur britannique Jack Gold, présenté en 1987. Petcherski sera invité à la première du film mais le KGB fera en sorte qu'il ne puisse pas y aller.

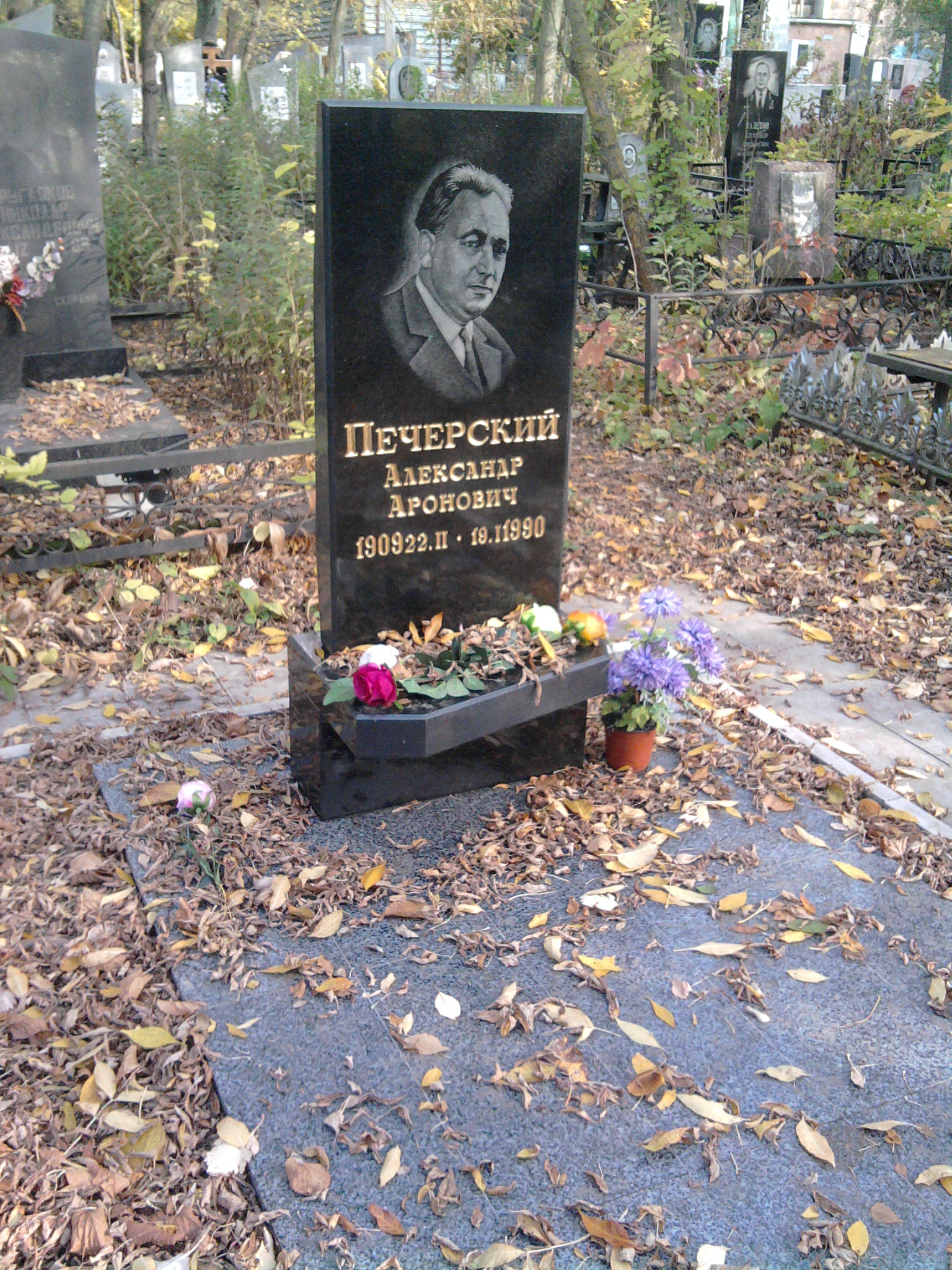
Tombe de Petcherski

Un survivant d'un autre camp nazi, l'historien juif néerlandais Jules Schelvis, fait également des recherches sur Sobibor, pour lesquelles il rencontre Petcherski à Rostov, en 1984 et fait un enregistrement vidéo de leur entretien. Son livre paraîtra pour la première fois en 1988.
En 1984 également, des juges de Hagen arrivent en URSS pour enregistrer les témoignages de Petcherski et d'un de ses camarades pour le procès en appel d'un ancien SS de Sobibor.
Petcherski décède à Rostov, le 19 janvier 1990.

## Après sa mort

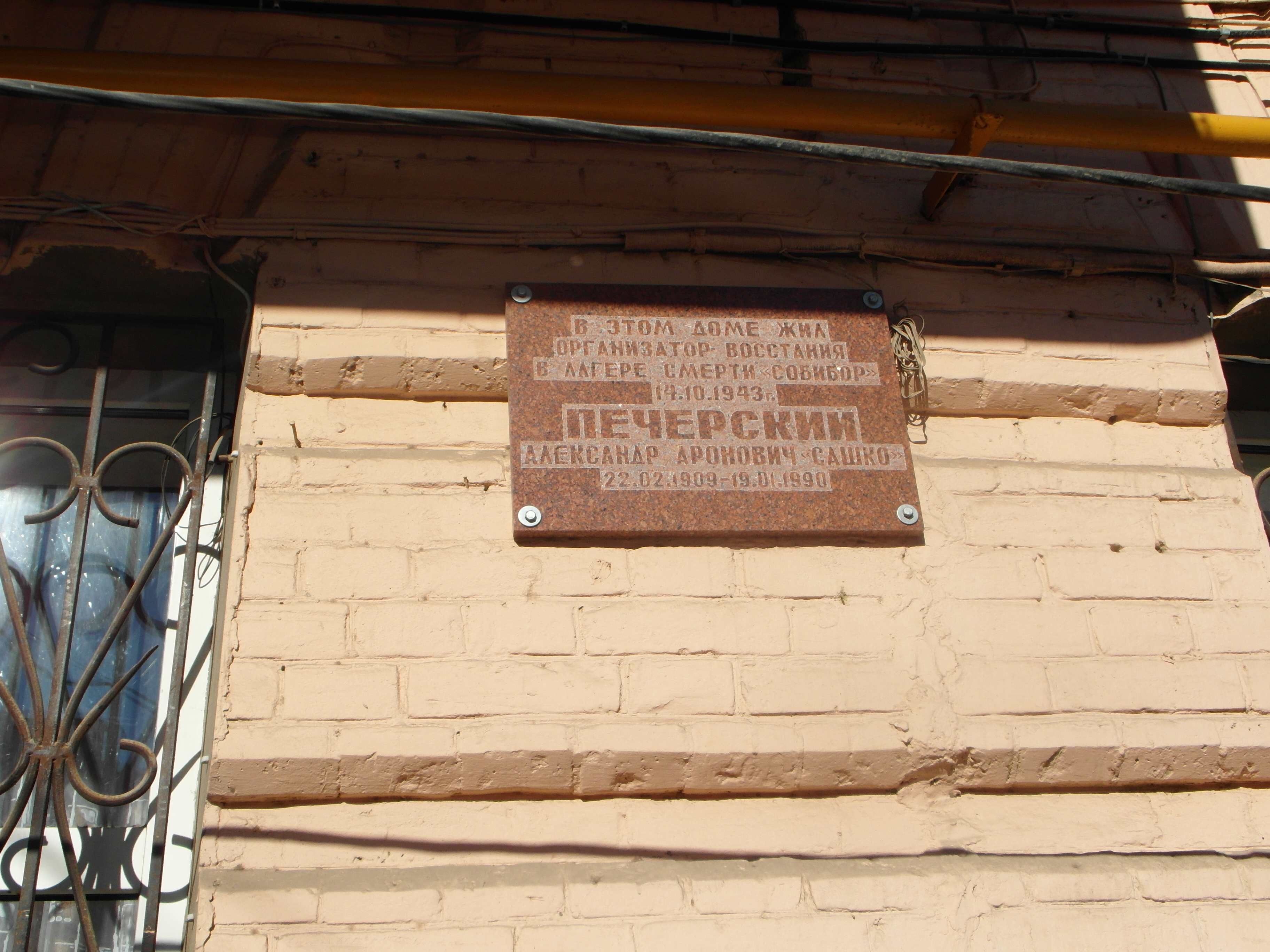
Plaque commémorative sur le bâtiment où a logé Petcherski

En URSS, puis en Russie, il n'y a aucune reconnaissance officielle de l'action de Petcherski à Sobibor et aucune commémoration de la révolte, ni de son vivant ni longtemps après sa mort. Dans les années 2000 et 2010, on place des plaques commémoratives sur la façade de bâtiments ; des rues reçoivent son nom, une à Rostov et une à Moscou ; on inaugure son étoile sur l'Allée des étoiles à Rostov ; une école de Rostov reçoit son nom et son buste est dévoilé dans la cour de celle-ci ; un avion Boeing 737-800 de la compagnie Aeroflot porte le nom de Petcherski, ainsi qu'un train qui circule entre Moscou et Rostov.

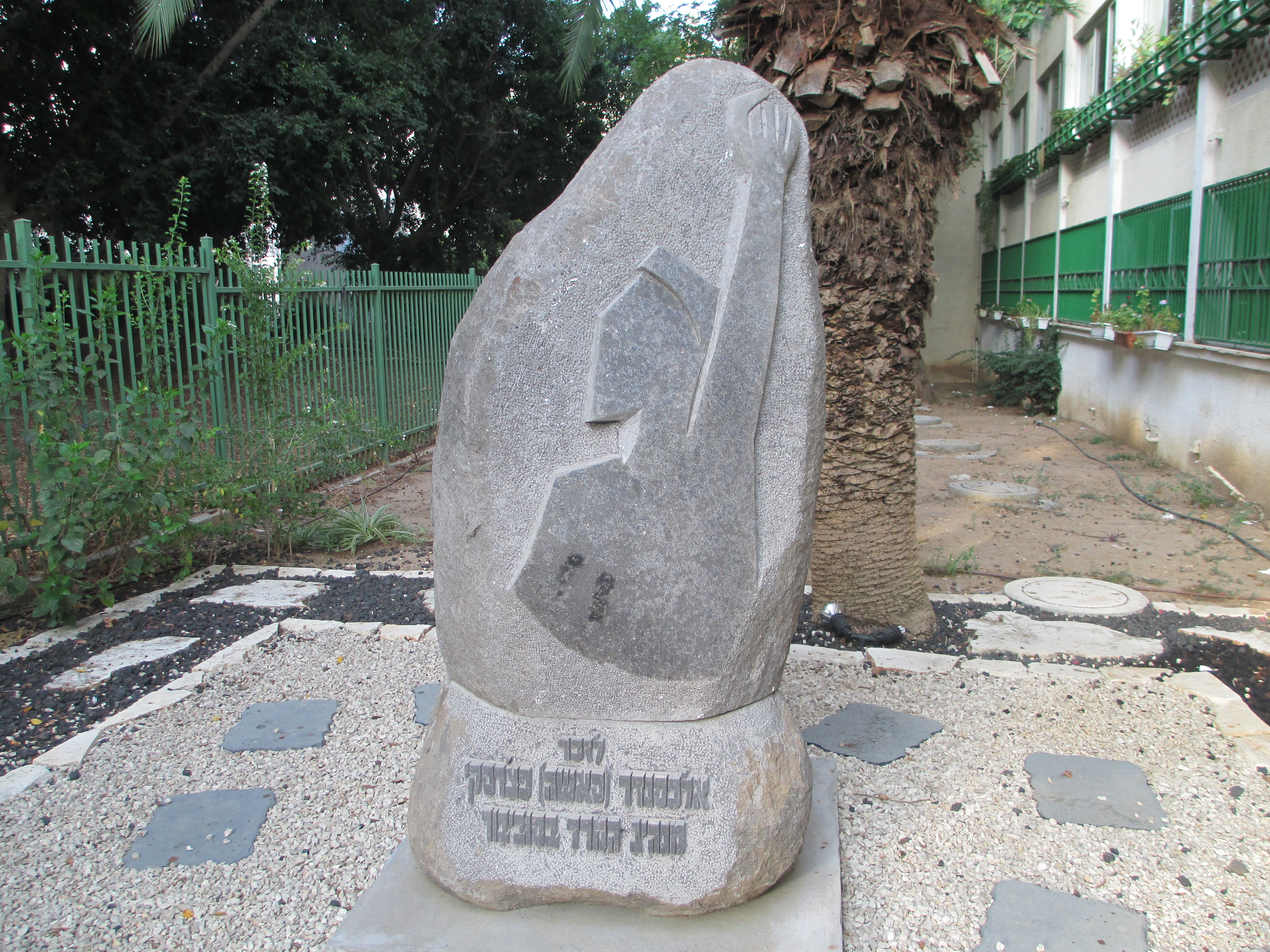
Pierre commémorative à Tel-Aviv

En dehors de la Russie, des rues portent le nom de Petcherski à Krementchouk (Ukraine), sa ville natale, et à Safed, en Israël. Il y a aussi une pierre commémorative dédiée à lui à Tel-Aviv.
La première décoration de Petcherski pour son rôle dans la révolte de Sobibor est l'Ordre du Mérite de la république de Pologne au grade de chevalier, remis à sa fille en 2013. En 2016, il est aussi décoré de l'Ordre du Courage, remis à sa petite-fille par Vladimir Poutine.

## Dans la culture populaire
En 1987, Le film Les rescapés de Sobibor de Jack Gold est réalisé avec un scénario auquel ont contribué Richard Rashke et les camarades d'évasion de Petcherski Thomas (Toïvi) Blatt et Stanisław (Shlomo) Szmajzner. Le rôle de Petcherski est interprété par Rutger Hauer et celui de Luka par Joanna Pacuła.
En 1988, l'écrivain soviétique de langue yiddish Mikhaïl Lev (en) publie un roman sur la révolte de Sobibor et Petcherski, traduit en russe l'année suivante.
En 2018, l'acteur et réalisateur russe Constantin Khabenski tourne un nouveau film basé sur la révolte et l'évasion, Sobibor, où il joue lui-même le rôle de Petcherski.

## Documentaires
- 1990 – Pavel Kogan et Lily van den Bergh, (nl) Opstand in Sobibor[90] ;
- 2001 – Claude Lanzmann, Sobibor, 14 octobre 1943, 16 heures[91] ;
- 2010 – Karen Lynne Bloom et Richard Bloom, (en) Sobibor: The Plan, the Revolt, the Escape[92] ;
- 2010 – Alexandre Maroutian, (ru) Арифметика свободы (Arithmétique de la liberté)[93] ;
- 2013 – Olga Tovma, (ru) Собибор. Непокорённые (Sobibor. Les invaincus)[94] ;
- 2013 – Ekaterina Galperina, (ru) Лейтенант Печерский из Собибора (Le lieutenant Petcherski de Sobibor)[95] ;
- 2024 – Gabi Schlag, (de) Sobibor – Anatomie eines Vernichtungslagers (Sobibor – anatomie d'un camp d'extermination)[96].